# Wild Arms 2
Wild Arms 2, connu sous le nom de Wild Arms: 2nd Ignition (ワイルドアームズ セカンドイグニッション, Wairudo Āmuzu Sekando Igunisshon) au Japon, est un jeu vidéo de rôle édité par Sony Computer Entertainment et développé par Media.Vision et Contrail. Il est sorti en 1999 au Japon et en 2000 en Amérique du Nord sur PlayStation. Il devient disponible sur PlayStation Portable et PlayStation 3 en téléchargement via le PlayStation Network en 2007 au Japon et en 2009 en Amérique du Nord.

## Accueil
- GameSpot : 5,4/10[1]